# Maculobates nordenskjoeldi
Maculobates nordenskjoeldi är en kvalsterart som först beskrevs av Trägårdh 1907.  Maculobates nordenskjoeldi ingår i släktet Maculobates och familjen Liebstadiidae. Inga underarter finns listade i Catalogue of Life.